# 소전

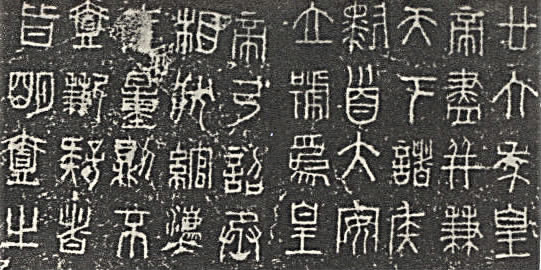

소전(小篆)은 한문 글씨인 고전 팔체서의 하나이다. 중국 진 시황제 때에 이사가 대전을 조금 더 간략하게 바꾸어 만든 글씨체이다.

## 특징
소전은 이전의 갑골문이나 금문이 지닌 회화적 성격을 줄이는 대신 자체의 아름다움을 추구하여 좌우 대칭이 많고 꺾이는 부분이 둥근 것이 특징이다, 하지만 실제 생활에 쓰기에는 어려움이 많아 차츰 예서체를 사용하게 되었다. 소전은 지금도 전각에 사용되고 있다. 도장에 새기는 글자체가 그 한 예이다.
조선 시대 때 교서관 관원의 성적을 기록하려고 실시하던 시험 과목의 하나이다.